# 總懸浮固體
總懸浮固體（TSS）是指液體過濾後過濾到懸浮固體的乾重。總懸浮固體是水質的指標，例如廢水處理廠會用總懸浮固體評估處理後廢水的水準。在美國清潔水法案中將總懸浮固體列為傳統污染物。 
總懸浮固體以往稱為不可過濾殘留物（NFR），但因為其定義的不明確，後來改為總懸浮固體。

## 量測方式
水體或是廢水試樣的總懸浮固體量測方式如下：將仔細量測過體積的水（一般是一公升，但若水中固體密度較高，體積會較少，若水質較乾淨，也可能改為二至三公升）倒到一個事先量過重量，孔隙大小為特定值的過濾器，之後再使過濾器乾燥，量測過濾器的重量。總懸浮固體的過濾器一般是用玻璃纖維製成。乾燥過濾器增加的重量即為水中的懸浮固體，總懸浮固體的單位是以單位體積懸浮固體的質量，一般會是mg/L。
若水中有相當量的可溶於水物質（例如量測海水的總懸浮固體），在乾燥後過濾器的重量也會包括沾附到過濾器上的可溶於水物質，因此在過濾後，乾燥稱重前，需用去離子水洗過過濾器，去除這些物質。沒有經驗的實驗室技工在量測海水總懸浮固體時常會忘記此一步驟，因之後量測到的鹽份重量往往會大於總懸浮固體，因此這様的量測是無效的。
濁度和總懸浮固體都屬於水質指標，不過後者是量測試樣在過濾後的固體重量，比較實用。在水質監控的場合中，會針對特定水體建立一系列較花人力的總懸浮固體量測，再配合較快速而簡單的濁度量測，以建立對應的關係。只要兩者之間找到可靠的相關性，可以用較常量測的濁度量測來估測其總懸浮固體，省時而且省力。不過濁度量測多少和粒子大小、形狀及顏色有關，因此不同地方的總懸浮固體及濁度之間的關係也有所不同。而且有些情形下，因為水流運動會使較大的粒子（例如水流或是海浪的影響）在水中懸浮不沈澱，會增加總懸浮固體，但不一定會增加濁度。因為一定大小以上的固體（一般會以淤泥為標準）無法在濁度計上量測出來，往往這些固體會在讀取數值前，固體就已沈澱，但會影響總懸浮固體的數值。

## 定義上的問題
總懸浮固體在量測只要將試様水體倒到過濾器中，再量測過濾器重量，是很直接的量測方式。但在實務上，懸浮固體是由不同大小的固體混合而成，因此總懸浮固體的量化也會受到影響：過濾器的網格大小決定了懸浮固體的最小大小，而若固體太大，無法在液體中悬浮，也不會被過濾到。可在液體中悬浮的固體大小和液體在取様時的情形有關，若水體在流動，可能會讓較大的固體仍可以在液體中悬浮。
這些問題不會讓總懸浮固體的水質量測方式變的毫無作用。大部份情形下，量測方式（含使用過濾器）及技巧的一致可以克服上述的缺點。不過不同研究之間的數據比對需要非常小心，需要確認各研究之間的方法論差異，確認二者所量測的是同一個物理量。
單位為mg/L的TSS可以用以下方式計算：
(過濾器及殘餘物的乾重 - 過濾器的乾重，單位g)/水質試様體積（單位 mL）* 1,000,000